# Couma guianensis
Couma guianensis är en oleanderväxtart som beskrevs av Jean Baptiste Christophe Fusée Aublet. Couma guianensis ingår i släktet Couma och familjen oleanderväxter. Inga underarter finns listade i Catalogue of Life.